# مركب نصف شطيري

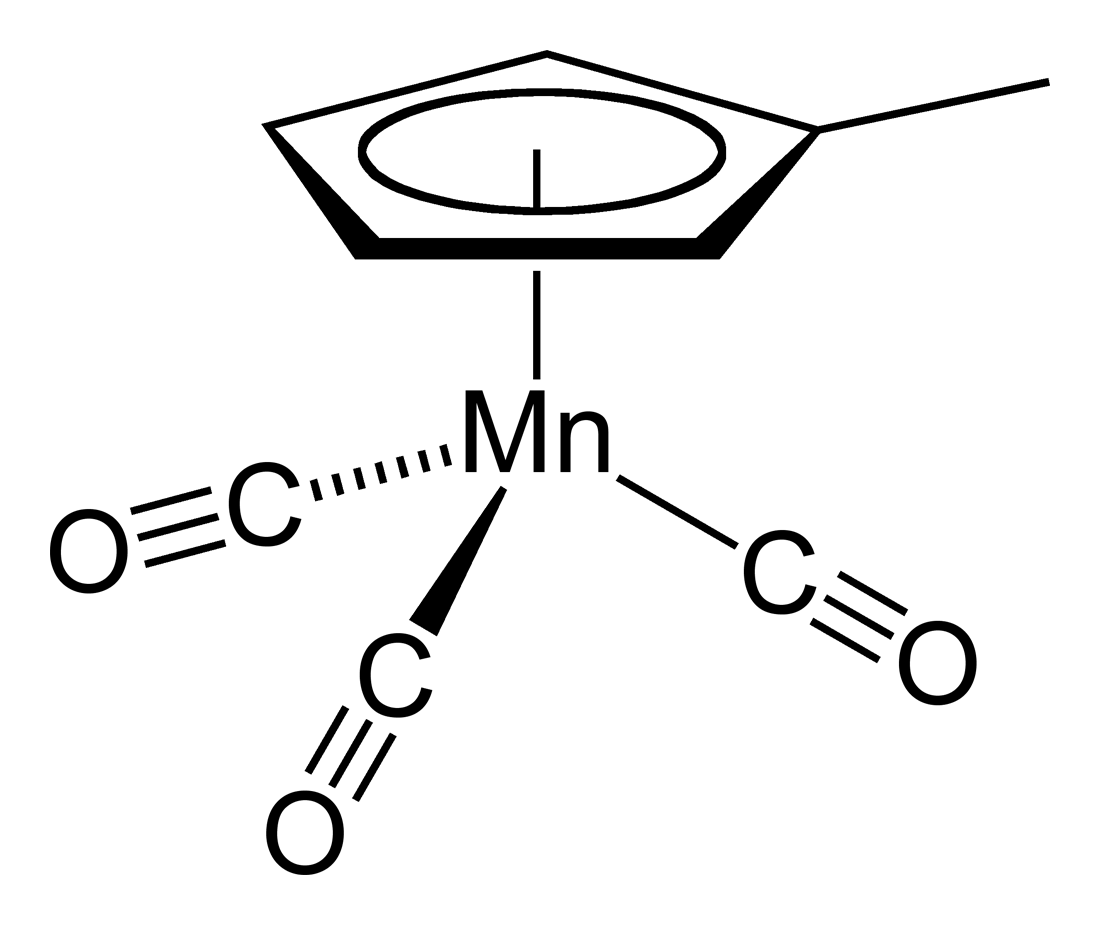
يعد معقد ميثيل حلقي بنتاديينيل ثلاثي كربونيل المنغنيز مثالاً على مركب نصف شطيري

المركب نصف الشطيري في الكيمياء العضوية الفلزية (والتي تدعى أيضاً مركبات كرسي البيانو) هي معقدات تناسقية تتكون بنيتها من ذرة فلزية مركزية، غالباً من إحدى الفلزات الانتقالية، والتي تشكل رابطة تناسقية تلامسية مع ربيطة حلقية؛ كما يرتبط مع الفلز في الطرف الآخر ربيطات أحادية السن.
يوجد عدد من الأمثلة على هذه المركبات؛ من أشهرها معقد ميثيل حلقي بنتاديينيل ثلاثي كربونيل المنغنيز.